# Norman Maen
Pour les articles homonymes, voir Maen.
Norman Maen est un chorégraphe et metteur en scène irlandais né en 1931 à Ballymena et mort le 22 avril 2008 dans la même ville.

## Biographie
Norman Maen naît en 1932 à Ballymena (Irlande du Nord) et commence une carrière professionnelle de danseur dans une compagnie de danse irlandaise. Il complète ses études d'interprète par une formation de pédagogue à la Ballymena Academy (en) et au Stranmillis College (en) de Belfast où il obtient le diplôme de professeur.
Après son début de carrière en Irlande et l'obtention de son diplôme d'enseignant, Norman Maen se rend à Vancouver (Canada), où il travaille avec la compagnie de danse d'Alan Lund (en) pour une série télévisée hebdomadaire avec Robert Goulet. Il part aussitôt après pour Broadway où il est danseur principal dans la compagnie de Jack Cole. Il retourne ensuite en Irlande pour prendre le poste de chorégraphe pour RTE qu'il occupe pendant trois ans. En 1963, il engage huit danseurs pour former la compagnie des Norman Maen Dancers et invite les producteurs de théâtre et de télévision pour une audition à Londres où il reçoit quatre offres. Parmi celles-ci se trouve un engagement pour quatre émissions de la série télévisée This is Tom Jones (en) où il travaille avec Liza Minnelli, Juliet Prowse, Julie Andrews, Gene Kelly ou Ethel Merman et où il remporte un Emmy award.
Durant douze ans, il est chorégraphe pour le théâtre musical de Dublin Royal Variety Performance (en) (Finian's Rainbow, The Fantasticks (en)) et pour le West End theatre (Houdini, Thomas and The King (en), Irene (en)), le Travelling Music Show et le OEEC Gala à Drury Lane.
Au cinéma, il réalise la chorégraphie des Demoiselles de Rochefort de Jacques Demy sur la musique de Michel Legrand avec Gene Kelly, Françoise Dorléac, Catherine Deneuve et George Chakiris.
Il crée une chorégraphie originale sur la musique du Prélude à l'après-midi d'un faune de Claude Debussy pour le champion olympique de patinage sur glace John Curry.
Il meurt à Ballymena le 22 avril 2008.